# Nomada hera
Nomada hera là một loài Hymenoptera trong họ Apidae. Loài này được Schwarz mô tả khoa học năm 1965.